# R4-es autóút (Szlovákia)
A szlovákiai R4-es gyorsforgalmi út (szlovákul Rýchlostná cesta R4) Kassán keresztül észak-déli irányban köti majd össze Magyarországot és Lengyelországot. Egy szakasza közös nyomvonalon fut majd a D1-es autópályával. A 108 km-es végleges hosszából (kivéve a D1-gyel való közös szakaszt) jelenleg 18,8 km használható: a Felsővízköz elkerülő, és a Kassa–Migléc–magyar határ szakasz, amelynek átadása 2013. november 7-én megtörtént. A többi szakasz tervezés alatt áll és építése 2014 után várható.

## Története
A Kassa–Migléc–magyar határ közötti szakasz építkezése 2010. augusztus 5-én kezdődött. A befejezést 2012. decemberére várták, de a régészeti feltárások elhúzódásának indokával egy évet késett.  A négysávos útszakasz 14 híddal, két kereszteződéssel, és a zajcsökkentést szolgáló majd 2 km hosszú védőfallal 77,6 millió euróba került.
A költségeket az állami költségvetés és az európai alapok állták.

## Tervezett szakaszok
Jelenleg készülnek a tanulmányok, melyek alapján fog döntés születni ezek európai forrásokból való finanszírozásáról.  De erre már csak az új finanszírozási időszakban kerülhet sor.  Ez az útszakasz Eperjesről kiindulva Kapin keresztül vezetne Kishelyre.  Ezen a szakaszon két lehetőséggel számolnak.  Vagy Girált, vagy Sztropkó mellett vezetne az út.  Onnan Felsővízköz mellett haladna Felsőkomárnokra, ahol elérné a lengyel határt.  A másik oldalon Barwinek település található.
Ennek az útszakasznak hozzávetőleges hossza 80 km.  Ez a gyorsforgalmi út egy nemzetközi autóút része, mely a lengyelországi Rzeszówból Eperjesen, Kassán, Miskolcon és Debrecenen át Nagyváradra vezet majd.

## Díjfizetés
Az út díjfizetés ellenében vehető igénybe.

## Külső hivatkozások
- Az R4 gyorsforgalmi út kijáratainak a listája